# Cyathea sarasinorum
Cyathea sarasinorum är en ormbunkeart som beskrevs av Holtt. Cyathea sarasinorum ingår i släktet Cyathea och familjen Cyatheaceae. Inga underarter finns listade.